# Allende primera sección
Allende primera sección es una localidad del municipio de Juárez ubicado en el noroeste del estado mexicano de Chiapas.

## Geografía
La localidad de Allende primera sección se sitúa en las coordenadas geográficas 17°43′10″N 93°20′55″O / 17.719444, -93.348611, a una elevación de 41 metros sobre el nivel del mar.

## Demografía
Según el Conteo de Población y Vivienda 2005, efectuado por el Instituto Nacional de Estadística y Geografía, Allende primera sección tenía 649 habitantes, en 2010 la población era de 657 habitantes, y para 2020 había 601 habitantes, de los cuales 313 son del sexo masculino y 288 del sexo femenino.
| Gráfica de evolución demográfica de Allende 1.ª Sección entre 2005 y 2020 |
|                                                                           |
| INEGI.                                                                    |